# Битва за Мекку
Битва за Мекку произошла в исламском священном городе Мекка в июне-июле 1916 года. 10 июня шериф Мекки Хусейн бен Али, лидер клана Бину Хашим, начал революцию против Османского Халифата с этого города. Битва за Мекку стала частью Арабской революции Первой мировой войны.

## Предпосылки
Шериф Мекки уже давно планировал создать Арабское государство, простирающееся от Адена до Халеба. Он считал, что эту цель ему помогут осуществить англичане, к которым обратился за помощью. Своих четырёх сыновей он также готовил к этой «грандиозной» авантюре.

## Ход битвы
В начале июня 1916 года турецкая армия двигалась со стороны Мекки к Таифу, горному городку в Аравии, в сопровождении губернатора Хиджаза Галиба-паши. В гарнизоне Мекки осталось всего лишь 1000 человек. Утром 10 июня, в то время как бо́льшая часть гарнизона спала, шериф Мекки Хусейн бен Али выстрелил в воздух из окна дворца Хашемитов, призывая, тем самым, к началу боевых действий против турок (Арабское восстание). 5000 его сторонников, услышав сигнал к действию, сразу же атаковали турецкие гарнизоны 3-х крепостей, расположенных в верхней части священного города, а также турок, располагавшихся в Джирвальских казармах и на дороге в Джидду. Атака для турок была внезапной, и их командир даже не подозревал о начале восстания. Так как турецкий флаг и флаг шерифа были одинаково цвета, командир турок не заметил между ними различия. Он телефонировал шерифу Хуссейну с целью уточнить обстановку и, указав причины восстания, капитулировал. Благодаря этому, он избег столкновения. Не успев начаться, битва закончилась. На следующий день войска Бину Хашима атаковали и захватили в плен Баш Караколя около Сафы близ Мечети аль Харам. Через три дня сдались руководители органов местной власти, включая заместителя губернатора. Сразу же от сдавшегося заместителя губернатора последовал указ турецким войскам о сдаче повстанцам. Но они проигнорировали его.
Ситуация начала усугубляться. В Мекку из Судана через Джидду сэром Рэджинальдом Вингатом было отправлено 2 пушки с обученными расчётами египтян. Они пробили брешь в стене турецкого форта. Войска шерифа атаковали и захватили в плен турок, их судьба была решена. 4 июля в Джирвальских казармах были уничтожены последние очаги сопротивления турок, через 3 недели упорного сопротивления капитулировали.

## Результат
Это сражение стало началом конца Османской империи и «началом» королевства Хашемитов, столицей которого стала Мекка. Постепенно территория королевства была расширена на север. Битва имела большое значение. Арабские государства попали под сильное влияние европейцев. Османская империя перестала существовать, Палестина попала под влияние британцев, в конечном итоге на её территории образовался Израиль. Должность шерифа Мекки была упразднена, управлять городом стали саудиты, мечта шерифа о арабском государстве, простирающемся от Йемена до Сирии осталась лишь мечтой.